# Cuauhtémoc (municipalité de Chihuahua)
Pour les articles homonymes, voir Cuauhtémoc (homonymie).
Cuauhtémoc est une municipalité de l'État de Chihuahua, au Mexique. Elle couvre une superficie de 3 018,9 km2 et compte 168 482 habitants en 2015.